# Tom Odell
Thomas Peter Odell, detto Tom (Chichester, 24 novembre 1990), è un cantautore e musicista britannico.
Ha pubblicato il suo primo album breve Songs from Another Love nel 2012 e ha vinto il Critics' Choice Award ai BRIT Awards 2013. Il suo album di debutto Long Way Down è stato pubblicato il 24 giugno 2013.

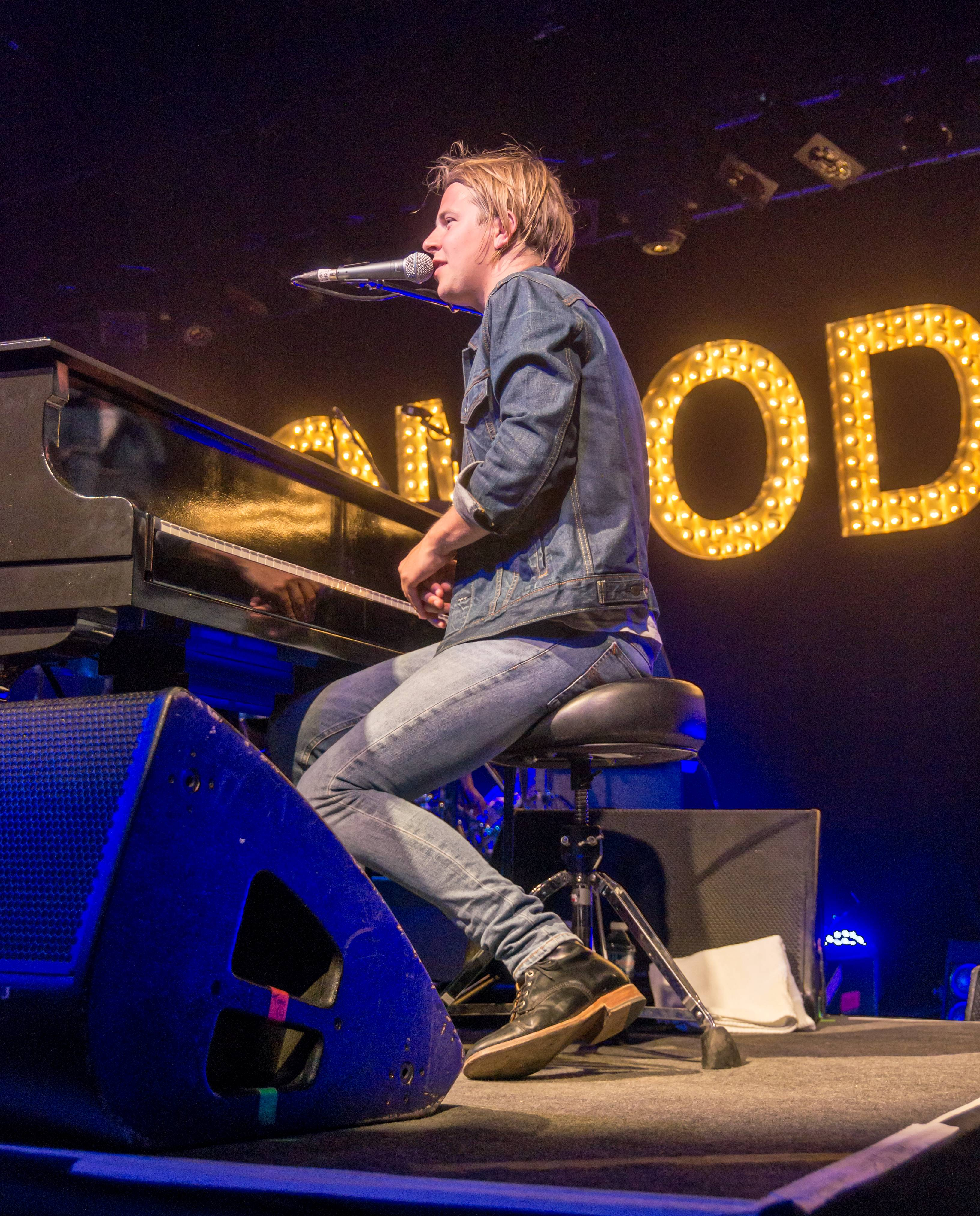
Tom Odell al Zelt-Musik-Festival nel 2015 a Friburgo in Brisgovia, Germania

## Biografia
Tom Odell è nato a Chichester, West Sussex. Il padre lavora come pilota di linea, mentre la madre è un'insegnante di scuola elementare. Tom ha anche una sorella più grande.
Trascorre parte della sua infanzia in Nuova Zelanda per via del lavoro del padre. Frequenta una scuola privata, il Seaford College, dove conosce l'amico e futuro collaboratore Ian Miller.
Da giovanissimo Odell studia piano classico e inizia a scrivere canzoni a tredici anni, ma pensando di non essere abbastanza bravo e per paura di non essere compreso musicalmente non mostra a nessuno i suoi testi. All'età di diciotto anni lascia l'università e prova a trovare un posto come insegnante presso la scuola di musica in Liverpool. Si esibisce al piano in un locale notturno ma senza riscuotere successo, lavora come barman per potersi mantenere ma viene licenziato e dopo un anno ritorna nella sua Chichester. Tom Odell non si dà per vinto e si sposta spesso a Londra con l'auto della madre per cercare di trovare una sua strada nel mondo della musica, lascia annunci alla scuola di musica e finalmente riesce a trasferirsi a Londra per suonare in un gruppo, i Tom and the Tides. L'avventura con la band dura poco perché lui stesso decide di diventare un solista.
Odell ha un contratto con la casa discografica Columbia Records. È stato scoperto da Lily Allen, la quale ha dichiarato che "la sua energia sul palco le ricorda David Bowie". Ha pubblicato il suo primo EP Songs from Another Love, nell'ottobre 2012. Ha debuttato in televisione partecipando allo show di Jools Holland.
La musica di Tom Odell è stata usata a numerose sfilate Burberry.
L'album di debutto di Odell, Long Way Down, è stato distribuito il 24 giugno 2013, ed ha raggiunto la prima posizione nella classifica di vendita del Regno Unito.
Il secondo album, Wrong Crowd, è stato pubblicato il 10 giugno 2016 con 11 tracce inedite. La versione Deluxe dell'album contiene 4 tracce in più.
Il 22 giugno 2018 annuncia l'uscita del suo terzo disco, dal titolo Jubilee Road, per il 26 ottobre seguente. Il 27 luglio 2018 viene rilasciato il video della traccia che ha dato il nome all'album, Jubilee Road. Il terzo album in studio del cantautore è composto da 10 brani su vinile, la versione in CD contiene un brano aggiuntivo If You Wanna Love Somebody (single version).
Il quarto album in studio, intitolato monsters, è uscito il 9 luglio 2021. L'album si compone di 16 brani, le sonorità utilizzate risentono del periodo di chiusura legato alla pandemia di COVID-19 e assumono un effetto più elettronico e intimo.
Il 28 ottobre 2022 esce il quinto album in studio con il titolo Best Day Of My Life composto da 12 tracce, mentre nel 2024 vede la luce anche il nuovo lavoro Black Friday.

## Discografia

### Album
- 2013 – Long Way Down[2]
- 2016 – Wrong Crowd
- 2018 – Jubilee Road
- 2021 – monsters
- 2022 – Best Day of My Life
- 2024 – Black Friday

### Album Live
- 2013 –  Live On Morning Becomes Eclectic At Kcrw
- 2018 – Jubilee Road Tour - Live At The Olympia Theatre Dublin
- 2023 – Live at Union Chapel

### EP
- 2012 – Songs from Another Love
- 2013 – The Another Love

### Singoli e videoclip
- 2012 – Another Love
- 2013 – Can't Pretend
- 2013 – Hold Me
- 2013 – Grow Old with Me
- 2013 – I Know
- 2014 – Real Love
- 2016 – Wrong Crowd
- 2016 – Magnetised
- 2016 – Concrete
- 2016 – Silhouette
- 2016 – Here I Am
- 2016 – Somehow
- 2018 – Jubilee Road
- 2018 – If You Wanna Love Somebody
- 2018 – Half As Good As You feat. Alice Merton
- 2018 – Go tell her now
- 2021 – numb
- 2021 – monster
- 2021 – lose you again
- 2022 – Best Day Of Life
- 2022 – Sad Anymore
- 2022 – Flying :))

### Collaborazioni
- 2016 – Fiction (feat. Kygo)